# Le ali dell'amore
Le ali dell'amore (The Wings of the Dove) è un film del 1997 diretto da Iain Softley.

## Trama
Nel 1910, la giovane londinese Kate sta vivendo, di nascosto da sua zia Maude, una appassionata storia d'amore con Merton, giornalista di belle speranze ma squattrinato. Kate è stata cresciuta dalla zia dopo la morte della mamma e l'allontanamento del padre, un uomo poco rispettabile che la figlia non può vedere, pena la perdita dei privilegi. Merton, però, non sopporta il peso di una relazione clandestina e Kate, non potendo perdere il proprio sostentamento, decide di non vederlo più.
Nel frattempo giunge a Londra Millie, un'ereditiera americana che fa amicizia con Kate e che, dopo una festa, le confida di trovare Merton interessante. Poiché viene a sapere da lord Mark, che Millie è gravemente malata, Kate decide di seguirla in un viaggio a Venezia. Da lì, la ragazza scrive a Merton di raggiungerle. Appena Merton arriva, Kate gli rivela che Millie è innamorata di lui e lo informa anche della malattia. Durante il carnevale, Millie si dichiara a Merton, che si dimostra condiscendente su indicazione di Kate, di cui è ancora innamorato. Tuttavia, lord Mark rivela la verità a Millie che si aggrava e muore.
Merton e Kate passano la notte insieme e lui le dice che vuole sposarla senza che ci siano di mezzo i soldi. Kate accetta ma ad una condizione: che lui le dia la parola d'onore che non è innamorato di Millie, nemmeno nel ricordo.

## Produzione
Prodotto dalle società Miramax Films e Renaissance Dove.

## Distribuzione

### Data di uscita
Il film venne distribuito in varie nazioni, fra cui:
- Italia, Le ali dell'amore 4 settembre 1997
- Canada 8 settembre 1997 (al Toronto International Film Festival, poi nei cinema dal 14 novembre 1997)
- Stati Uniti d'America, The Wings of the Dove ottobre 1997 (al Chicago International Film Festival, poi nei cinema dal 7 novembre 1997)
- Inghilterra 2 gennaio 1998
- Spagna 12 febbraio 1998
- Svezia, Duvans vingslag 6 marzo 1998
- Brasile, Asas do Amor 13 marzo 1998
- Norvegia 3 aprile 1998
- Finlandia, Kyyhkyn siivet 10 aprile 1998
- Danimarca 17 aprile 1998
- Argentina 4 giugno 1998
- Francia 17 giugno 1998
- Portogallo, As Asas do Amor 17 luglio 1998
- Germania, Die Flügel der Taube 23 luglio 1998
- Giappone 12 dicembre 1998
- Turchia, Güvercinin Kanatlari 1º gennaio 1999
- Ungheria, A galamb szárnyai  11 febbraio 1999

## Accoglienza

### Critica
Grazie agli esterni girati a Venezia nel film si rievoca un'atmosfera romantica a cui si aggiunge una psicologia dettagliata dei personaggi che compaiono all'interno della pellicola, basta uno sguardo per dare intensità, mentre le labbra danno importanza alle «parole non dette».

## Riconoscimenti
- 1998 - Premio Oscar
  - Candidatura Miglior attrice protagonista a Helena Bonham Carter
  - Candidatura Miglior sceneggiatura non originale a Hossein Amini
  - Candidatura Miglior fotografia a Eduardo Serra
  - Candidatura Migliori costumi a Sandy Powell
- 1998 - Golden Globe
  - Candidatura Miglior attrice in un film drammatico a Helena Bonham Carter
- 1998 - Premio BAFTA
  - Migliore fotografia a Eduardo Serra
  - Miglior trucco a Sallie Jaye e Jan Archibald
  - Candidatura Miglior attrice protagonista a Helena Bonham Carter
  - Candidatura Migliore sceneggiatura non originale a Hossein Amini
  - Candidatura Migliori costumi a Sandy Powell
- 1997 - National Board of Review of Motion Pictures
  - Miglior attrice a Helena Bonham Carter
- 1998 - Kansas City Film Critics Circle Awards
  - Miglior attrice a Helena Bonham Carter